# Neptis kallaura
Neptis kallaura är en fjärilsart som beskrevs av Moore 1881. Neptis kallaura ingår i släktet Neptis och familjen praktfjärilar. Inga underarter finns listade i Catalogue of Life.